# بندر بن سلطان
بندر بن سلطان بن عبدالعزیز (متولد ۱۹۴۹ میلادی) از اعضای خاندان آل سعود است. وی ریاست شورای امنیت ملی عربستان را از سال ۲۰۰۵ تاکنون برعهده دارد و از ژوئیه ۲۰۱۲ تا آوریل ۲۰۱۴ ریاست استخبارات عمومی (سازمان اطلاعات و امنیت) عربستان سعودی را بر عهده داشت. وی یکی از نوه‌های ملک عبدالعزیز اولین پادشاه عربستان سعودی است. بندر بن سلطان بیش از ۲۰ سال از ۱۹۸۳ تا ۲۰۰۵ سفیر عربستان سعودی در آمریکا بود.

## اوایل زندگی
در ۲ مارس ۱۹۴۹ در طائف متولد شد. به گفته خودش و بنا به گفته اندیشکده‌های غربی، تاریخ واقعی تولد او دیرتر است. طبق گزارشات، او روز تولد خود را تغییر داده بود تا وارد نیروی هوایی شود.
پدر و مادر بندر شاهزاده سلطان بن عبدالعزیز و کنیز اتیوپیایی او خزیران بودند. پدر و مادر بندر هر دو در زمان تولد او بسیار جوان بودند: مادرش خزیران فقط شانزده سال داشت و به عنوان خدمتکار در قصر مشغول به کار بود. خاندان سلطنتی پس از تولد بندر، مستمری ماهانه سخاوتمندانه ای به خزیران دادند، اما به او گفتند که فرزند را برده و با خانواده خود زندگی کند.
بنابراین بندر سالهای اولیه خود را در محیطی غیر سلطنتی گذراند و با مادر و عمه خود زندگی کرد و تا حدود هشت سالگی با پدرش ارتباطی نداشت. در این زمان، خانواده سلطنتی تسلیم شدند و از خزیران دعوت کردند که بندر را با خود بیاورد و با مادر بیوه شاهزاده سلطان، حسا بنت احمد السدیری، در قصر زندگی کند.خزیران در اکتبر ۲۰۱۹ در ریاض درگذشت.

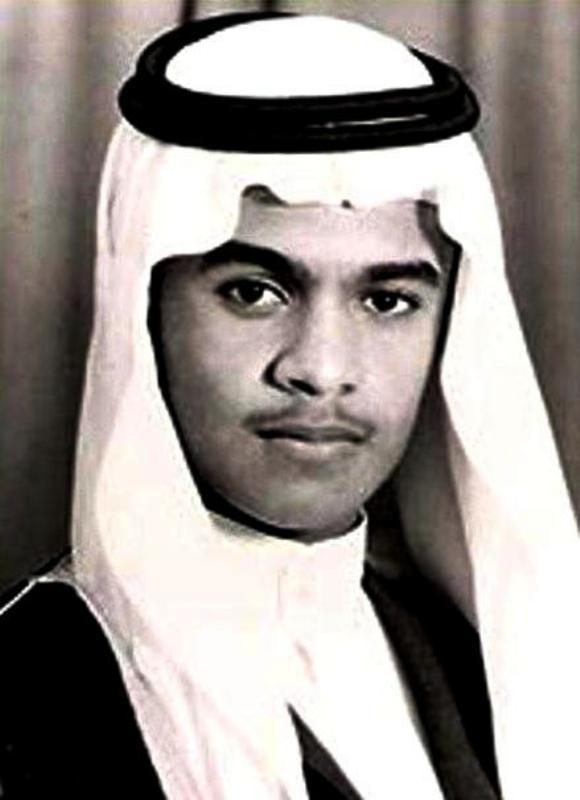
بندر در ۱۹۸۰

## تحصیلات
بندر در سال ۱۹۶۸ از کالج نیروی هوایی سلطنتی کرانول فارغ‌التحصیل شد. او آموزش‌های تکمیلی را در پایگاه نیروی هوایی ماکسول و دانشکده صنعتی نیروهای مسلح دریافت کرد. او یک خلبان آموزش دیده‌است و با هواپیماهای جنگنده متعددی پرواز کرده‌است. این دوران در سال ۱۳۵۶ پس از سقوط هواپیما و آسیب شدید کمرش به پایان رسید. پس از آن، او مدرک کارشناسی ارشد خود را در رشته سیاست عمومی بین‌الملل از دانشکده مطالعات بین‌المللی پیشرفته پل اچ. نیتز دانشگاه جانز هاپکینز دریافت کرد.
یکی از همکلاسهای او در کرانول، بندر بن فیصل، پسر ملک فیصل و برادر زن آینده اش بود.

## شغل اولیه
بندر به نیروی هوایی سلطنتی عربستان پیوست و به درجه سرهنگی رسید.فعالیت دیپلماتیک او در سال ۱۹۷۸ با منصوب شدن به عنوان فرستاده شخصی ملک خالد آغاز شد. او با موفقیت در کنگره ایالات متحده لابی کرد تا با فروش F-15 به عربستان سعودی موافقت کند. در دفتر بیضی، رئیس‌جمهور کارتر به او توصیه کرد که حمایت رونالد ریگان فرماندار کالیفرنیا را به دست آورد. او این کار را کرد و در ازای آن به کارتر کمک کرد تا حمایت سناتور دموکرات داکوتای جنوبی جیمز ابورزک را از معاهده کانال پاناما جلب کند. ولیعهد فهد، بندر را فرستاده کارتر کرد و به او اجازه داد تا مستقل از عربستان و آمریکا عمل کند.
در سال ۱۹۸۲ ملک فهد او را وابسته نظامی سفارت عربستان سعودی کرد، اقدامی که می‌توانست به دوران دیپلماتیک او پایان دهد. اما در سال ۱۹۸۳، فهد بندر را به عنوان سفیر عربستان در آمریکا منصوب کرد.

## سفیر در ایالات متحده (۱۹۸۳–۲۰۰۵)
بندر در ۲۴ اکتبر ۱۹۸۳ توسط ملک فهد به عنوان سفیر در ایالات متحده منصوب شد.او جایگزین فیصل الحگلان در این پست شد.در دوران تصدی خود به عنوان سفیر و پیش از آن، نماینده شخصی پادشاه در واشینگتن، با پنج رئیس‌جمهور ایالات متحده، ده وزیر امور خارجه، یازده مشاور امنیت ملی، شانزده جلسه کنگره و رسانه‌ها سروکار داشت. او نفوذ گسترده‌ای در ایالات متحده داشت. در اوج حرفه خود، او هم به عنوان پیام آور انحصاری پادشاه و هم به عنوان مأمور کاخ سفید خدمت می‌کرد. برای بیش از سه دهه، او چهره لابی عربستان سعودی بود.
ایالات متحده به‌طور گسترده به عنوان یکی از ضروری‌ترین متحدان عربستان سعودی شناخته می‌شود، اما اعضای مختلف خانواده سلطنتی آمیزه‌های متفاوتی از اعتماد و سوء ظن نسبت به ایالات متحده دارند؛ بنابراین، روابط صمیمانه شاهزاده بندر با رهبران و سیاستگذاران ایالات متحده، هم منبع پایگاه قدرت او در پادشاهی و هم عامل ایجاد سوء ظن در خانواده سلطنتی مبنی بر نزدیکی بیش از حد او به شخصیت‌های سیاسی ایالات متحده است.

## دوران ریگان

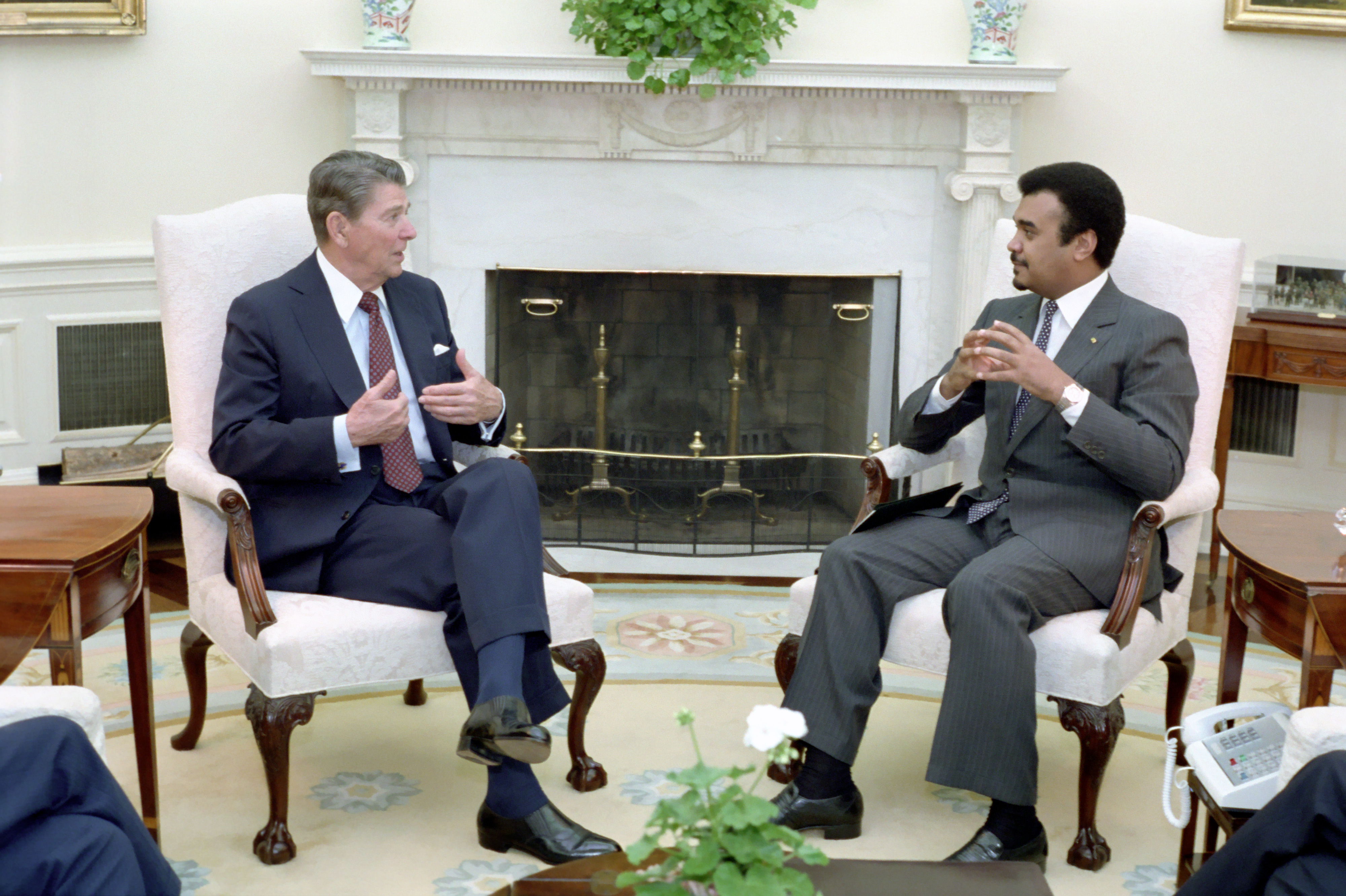
شاهزاده بندر با رئیس‌جمهور ایالات متحده رونالد ریگان در سال ۱۹۸۶

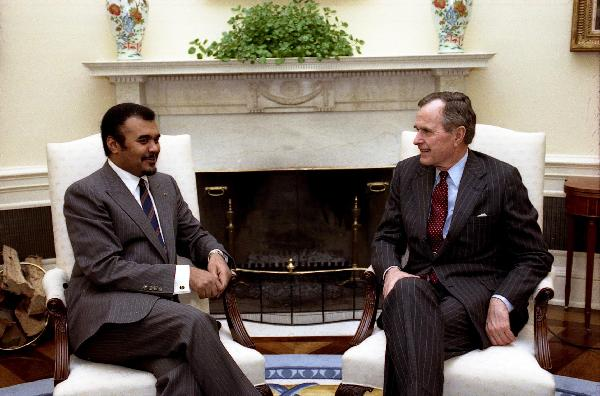
شاهزاده بندر با رئیس‌جمهور جورج اچ دبلیو بوش در سال ۱۹۹۱

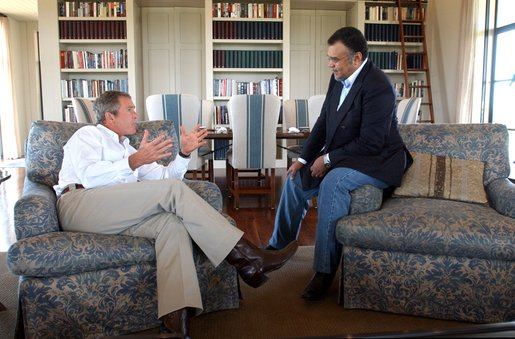
شاهزاده بندر با رئیس‌جمهور جورج دبلیو بوش در سال۲۰۰۲

در دوران ریگان، او با وجود مخالفت کمیته روابط عمومی آمریکا و اسرائیل، خرید هواپیماهای نظارتی AWACs را تضمین کرد. این قرارداد ۵٫۵ میلیارد دلاری آغاز یک معامله ۲۰۰ میلیارد دلاری برای خرید تسلیحات آمریکایی برای عربستان سعودی بود که شامل یک صندوق پولی بود که سیا می‌توانست برای پروژه‌های خارج از بودجه خود هدایت کند.
به عنوان مثال، به درخواست سیا، شاهزاده بندر ۱۰ میلیون دلار را به یک بانک واتیکان سپرده گذاری کرد که با تضعیف حزب کمونیست ایتالیا در انتخابات ایتالیا دخالت می‌کرد.قرارداد تسلیحاتی یمامه بین بریتانیا و عربستان شامل انتقال صدها میلیون پوند انگلیس به مدت بیش از یک دهه به شاهزاده بندر از طریق حساب بانکی دولت عربستان سعودی در ریجز بانک بود، اما بخشی از این پول برای تأمین مالی مخفی سیا استفاده شد.پروژه‌های خارج از بودجه به گفته رابرت لیسی، این پرداخت‌ها به شاهزاده بندر بیش از یک میلیارد پوند انگلیس بوده‌است. پس از اینکه ایالات متحده یک سفارش تسلیحاتی را رد کرد، او ترتیب تحویل موشک‌های میان برد با قابلیت کلاهک هسته ای از چین را داد. این موضوع خشم آژانس اطلاعات مرکزی و دپارتمان استیت را برانگیخت.
بر اساس تفاهم با سیا، شاهزاده بندر ۳۲ میلیون دلار به شبه نظامیان تروریستی تحت حمایت ایالات متحده، کنتراها، از طریق حساب بانک اعتبار و تجارت بین‌المللی (BCCI) به عنوان بخشی از آنچه که بعدها به عنوان رسوایی ایران-کنترا شناخته شد، اعطا کرد.

## دوران کلینتون
کلینتون به عنوان فرماندار آرکانزاس از او خواسته بود تا برای پرداخت هزینه مرکز مطالعات خاورمیانه در دانشگاه آرکانزاس کمک کند. در دهه ۱۹۹۰، او معمر قذافی، رئیس‌جمهور لیبی را متقاعد کرد تا دو مظنون را که در بمب‌گذاری سال ۱۹۸۸ در پرواز ۱۰۳ پان ام دست داشتند، تحویل دهد.
در سپتامبر ۱۹۹۳، شاهزاده بندر به عنوان رئیس هیئت دیپلماتیک منصوب شد و او این سمت را تا دوره دوم ریاست جمهوری جورج دبلیو بوش ادامه داد.

## ریاست جمهوری بوش
بندر روابط نزدیکی با چندین رئیس‌جمهور آمریکا، به ویژه جورج اچ. دبلیو بوش و جورج دبلیو بوش برقرار کرد که نزدیکی او به دومی، لقب محبت آمیز و بحث‌برانگیز «بندر بوش» را برای او به ارمغان آورد. رابطه نزدیک او با خانواده بوش در مستند مایکل مور فارنهایت ۹/۱۱ برجسته شد. بر اساس گزارش‌ها، او آنقدر به جورج اچ. دبلیو بوش نزدیک بود که اغلب از او به عنوان یکی از اعضای خانواده رئیس‌جمهور سابق یاد می‌شد.

## حمایت از حمله به عراق
او از سرنگونی صدام حسین در عراق در مارس ۲۰۰۳ حمایت کرد. او اقدام نظامی علیه عراق را تشویق کرد و از دستور کار دیک چنی برای «خاورمیانه جدید» که خواستار برنامه‌های دموکراسی خواهانه در سوریه و ایران بود، حمایت کرد.

## استعفا
بندر در ۲۶ ژوئن ۲۰۰۵ به دلیل «دلایل شخصی» استعفای خود را از سمت سفیر در ایالات متحده ارائه کرد. تاریخ پایان رسمی دوره او ۸ سپتامبر ۲۰۰۵ بود. بندر هفته‌ها قبل از مرگ ملک فهد به عربستان سعودی بازگشت، که پس از آن سلطان بن عبدالعزیز، پدر بندر، ولیعهد کشور شد. شنیده‌ها حاکی از زمان‌بندی بازگشت بندر به منظور احراز موقعیت در دولت جدید بود.
شاهزاده بندر توسط شاهزاده ترکی الفیصل به عنوان سفیر جانشین شد. با این وجود، حتی پس از ترک سفارت، بندر همچنان روابط مستحکم خود را با دولت بوش حفظ کرده و حتی پس از تصدی پست شاهزاده ترکی، با کارکنان بلندپایه کاخ سفید دیدار می‌کند. ترکی تنها پس از ۱۸ ماه کار سفیر را رها کرد.

## دبیرکل شورای امنیت ملی (۲۰۰۵–۲۰۱۵)
در اکتبر ۲۰۰۵، ملک عبدالله، بندر بن سلطان را به عنوان دبیرکل شورای امنیت ملی تازه تأسیس منصوب کرد.
بندر در اواسط نوامبر ۲۰۰۵ از دمشق دیدن کرد و با بشار اسد رئیس‌جمهور این کشور دیدار کرد. او همچنین در سال ۲۰۰۶ پس از استعفا از سمت سفیر، مخفیانه با مقامات ایالات متحده دیدار کرد. سیمور هرش در سال ۲۰۰۷ در نیویورکر گزارش داد که بندر به عنوان مشاور امنیت ملی عربستان سعودی به ملاقات خصوصی با رئیس‌جمهور جورج دبلیو بوش و معاون رئیس‌جمهور دیک چنی ادامه می‌داد. در آن زمان هرش بندر را به عنوان معمار کلیدی سیاست دولت بوش در عراق و خاورمیانه توصیف کرد.

### مذاکره با ایران
در ۲۵ ژانویه ۲۰۰۷، عربستان سعودی بندر را برای گفتگو در مورد بحران لبنان به ایران فرستاد و حتی با رهبران حزب‌الله که او برای زیارت سالانه به مکه دعوت کرده بود، گفتگو کرد.
پس از تنش‌ها با قطر بر سر تأمین گروه‌های شورشی، عربستان سعودی (تحت رهبری بندر در سیاست سوریه) در سال ۲۰۱۲ تلاش‌های خود را از ترکیه به اردن تغییر داد و از اهرم مالی خود بر اردن برای توسعه امکانات آموزشی به آنجا استفاده کرد و بندر برادر ناتنی‌اش را فرستاد. معاون سلمان بن سلطان بر آنها نظارت کند.
دوره دبیرکلی بندر در تاریخ ۳ سپتامبر ۲۰۰۹ به مدت ۴ سال تمدید شد. دوره وی در ۲۹ ژانویه ۲۰۱۵ به پایان رسید. این منصب در همان روز کلا لغو شد.

## مدیرکل آژانس اطلاعات عربستان (۲۰۱۲–۲۰۱۴)
بندر در ۱۹ ژوئیه ۲۰۱۲ به عنوان مدیرکل آژانس اطلاعات عربستان سعودی به جای مقرن بن عبدالعزیز منصوب شد. اگرچه هیچ دلیل رسمی برای این انتصاب ارائه نشد، اما این انتصاب پس از افزایش تنش بین سنی‌ها و شیعیان در استان شرقی عربستان سعودی رخ داد. همچنین با توجه به چالش‌های منطقه ای ناشی از ایران و سوریه، این اقدام عربستان سعودی برای نمایش سیاست خارجی تهاجمی تر تلقی می‌شد. شاهزاده بندر همچنین عضو شورای خدمات نظامی است.
بندر سفر مناف طلاس را که در ۶ ژوئیه ۲۰۱۲ از سوریه جدا شده بود، در هفته آخر ژوئیه ۲۰۱۲ به عربستان سعودی ترتیب داد.
بندر در سال ۲۰۱۳ گفت که سعودی‌ها به خاطر سوریه و ایران از ایالات متحده دور خواهد شد.
بر اساس تعدادی از مقالات، بندر ظاهراً برای شکستن بن بست در سوریه با ولادیمیر پوتین رودررویی کرده بود. درمورد امنیت بازی‌های المپیک زمستانی در سوچی در صورت عدم توافق گفته بود: «من می‌توانم به شما تضمین بدهم که از المپیک زمستانی سال آینده امن باشند چون گروه‌های چچنی که امنیت بازی‌ها را تهدید می‌کنند توسط ما کنترل می‌شوند.» پوتین با عصبانیت گفته بود: "ما می‌دانیم که شما به مدت یک دهه از گروه‌های تروریستی چچنی حمایت کرده‌اید. و این حمایت که شما صراحتاً در مورد آن صحبت کردید، کاملاً با اهداف مشترک مبارزه با تروریسم جهانی که ذکر کردید ناسازگار است. "
بندر وظیفه مدیریت سیاست عربستان در جنگ داخلی سوریه را بر عهده داشت، اما در اوایل سال ۲۰۱۴ توسط شاهزاده محمد بن نایف، وزیر کشور جایگزین شد. بندر لحن تقابلی با ایالات متحده داشت و توسط جان کری وزیر امور خارجه ایالات متحده به‌طور خصوصی به عنوان یک «مشکل» خوانده شد. با این حال، بندر نیز با مشکلات جسمی ناشی از سقوط هواپیما در سال ۱۹۷۷ دست و پنجه نرم می‌کرد و این گمانه زنی را به وجود آورد که به همین دلیل است که وی جایگزین شده‌است.
نوری المالکی، نخست‌وزیر عراق، از حمایت محرمانه عربستان سعودی از گروه‌های شبه‌نظامی گلایه کرد و گفت: «آنها از طریق سوریه و به صورت مستقیم به عراق حمله می‌کنند و همان‌طور که در سوریه اعلام کردند، جنگی را به عراق اعلام کرده‌اند که بر مبنای فرقه ای و سیاسی است.»

## شایعات ترور
در ژوئیه ۲۰۱۲، شایعات ترور وی توسط DEBKAfile گزارش شد و سپس در تهران تایمز منتشر شد. این خبر توسط عرب نیوز و روزنامه‌نگار دیوید ایگناتیوس تکذیب شد.

## مأمور شکست اسد
در آگوست ۲۰۱۳، وال استریت ژورنال گزارش داد که بندر به عنوان رهبری تلاش‌های عربستان سعودی برای سرنگونی بشار اسد، رئیس‌جمهور سوریه، منصوب شده‌است. بر اساس این گزارش‌ها بندر به عنوان مهره در تسلیح جهادی‌هایی که با اسد می‌جنگیدند، عمل کرد. آژانس اطلاعات مرکزی ایالات متحده این را نشانه ای از جدیت عربستان سعودی در مورد این هدف دانست. ژورنال گزارش داد که در اواخر سال ۲۰۱۲ اطلاعات سعودی، تحت هدایت بندر، تلاش‌هایی را برای متقاعد کردن ایالات متحده مبنی بر استفاده دولت اسد از سلاح‌های شیمیایی آغاز کردند.
بندر همچنین به عنوان «از مراکز فرماندهی مخفی نزدیک سوریه تا کاخ الیزه و کرملین دنبال تضعیف رژیم اسد بود» توصیف شد. او یک پیام ساده داشت: ما پول لازم برای شکست اسد را داریم و آماده استفاده از آن هستیم.

## برکناری از استخبارات
بنا بر اعلام رسانه دولتی عربستان، بندر در ۱۵ آوریل ۲۰۱۴ «به درخواست خودش» از سمت خود برکنار شد. او در سمت دبیرکلی شورای امنیت ملی باقی ماند تا اینکه در ژانویه ۲۰۱۵ این شورا لغو شد.

## عقاید
بندر خود را یک محافظه کار آمریکایی همیلتونی می‌داند.
قبل از قطعی شدن انتخابات ریاست جمهوری ایالات متحده در سال ۲۰۰۰، او از جورج اچ دبلیو بوش دعوت کرد تا با او در یک «جمع مجدد طوفان صحرا» در املاک انگلیسی خود به تیراندازی قرقاول بروند.
پس از حملات ۱۱ سپتامبر در سال ۲۰۰۱، وی در مصاحبه ای در نیویورک تایمز اظهار داشت: «بن لادن زمانی که آمریکا از طریق سیا و عربستان سعودی به برادران مجاهد ما در افغانستان کمک می‌کردند تا از شر کمونیسم سکولار خلاص شوند، نزد ما می‌آمد. اسامه بن لادن آمد و گفت: «متشکرم که آمریکایی‌ها را آوردید تا به ما کمک کنند.» در آن زمان فکر می‌کردم که او نمی‌تواند هشت اردک را به آن طرف خیابان هدایت کند.»
بندر معتقد است که برخی از محققین «چند کلمه عربی را یادمی‌گیرند و خود را در امور کشور من متخصص می‌دانند.»
در سال ۲۰۰۷، بندر در دوران تصدی خود به عنوان وزیر امنیت ملی، پیشنهاد کرد که پادشاهی با اسرائیل تماس بیشتری داشته باشد، زیرا او ایران را تهدیدی جدی‌تر از اسرائیل می‌دانست.
به گفته مارتین اس ایندیک، دیپلمات آمریکایی و سفیر سابق آمریکا در اسرائیل، بندر دیدگاه ضد فلسطینی قوی دارد که ریشه در حمایت فلسطین از عراق صدام حسین در حمله به کویت دارد.

## نقش بندر بن سلطان درحملات ۱۱ سپتامبر
گاردین در گزارشی از اسناد موسوم به ۲۸ صفحه آورده‌است: چندین شماره تلفن در دفتر تلفن «ابوزبیده»، یک عامل ارشد القاعده که در ماه مارس ۲۰۰۲ در پاکستان دستگیر شد، کشف شده که احتمالاً دست‌کم به صورت غیرمستقیم با شماره تلفن‌هایی در داخل آمریکا مرتبط بوده‌است. یکی از این شماره‌ها در داخل آمریکا متعلق به شرکت «ASPCOL» است که در آسپن کلورادو واقع است و در حقیقت امور مربوط به اسکان بندر بن سلطان را عهده‌دار بوده‌است.